# Scott Humphries
Scott Humphries (* 26. Mai 1976 in Greeley) ist ein ehemaliger US-amerikanischer Tennisspieler.

## Karriere
Humphries war vor allem im Doppel erfolgreich. Mit verschiedenen Partnern gewann er drei Titel auf der ATP Tour und erreichte mit Rang 29 am 30. Oktober 2000 seine höchste Platzierung in der Doppel-Weltrangliste. Darüber hinaus stand er in sieben weiteren Finals. Bei Grand-Slam-Turnieren erzielte er mit dem Einzug ins Halbfinale der Australian Open 2001 sein bestes Ergebnis.

## Erfolge
| Legende (Anzahl der Siege)                      |
| Grand Slam                                      |
| ATP World Tour Finals                           |
| ATP World Tour Masters 1000                     |
| ATP World Tour 500                              |
| ATP International Series ATP World Tour 250 (3) |
| ATP Challenger Tour (14)                        |

### Doppel

#### Turniersiege

##### ATP Tour
| Nr. | Datum              | Turnier         | Belag     | Partner             | Finalgegner                  | Ergebnis  |
| --- | ------------------ | --------------- | --------- | ------------------- | ---------------------------- | --------- |
| 1.  | 13. Februar 2000   | San José        | Hartplatz | Jan-Michael Gambill | Lucas Arnold Ker Eric Taino  | 6:1, 6:4  |
| 2.  | 11. September 2000 | Taschkent       | Hartplatz | Justin Gimelstob    | Marius Barnard Robbie Koenig | 6:3, 6:2  |
| 3.  | 9. September 2002  | Costa do Sauípe | Hartplatz | Mark Merklein       | Gustavo Kuerten André Sá     | 6:3, 7:61 |

##### Challenger Tour
| Nr. | Datum              | Turnier        | Belag         | Partner          | Finalgegner                          | Ergebnis       |
| --- | ------------------ | -------------- | ------------- | ---------------- | ------------------------------------ | -------------- |
| 1.  | 13. August 1995    | Binghamton (1) | Hartplatz     | Adam Peterson    | Neil Borwick Jamie Morgan            | 7:6, 6:2       |
| 2.  | 18. August 1996    | Bronx          | Hartplatz     | David Di Lucia   | Chris Haggard Chris Wilkinson        | 6:4, 6:1       |
| 3.  | 29. September 1996 | Urbana         | Hartplatz (i) | David Di Lucia   | Brandon Coupe Trey Phillips          | 6:4, 6:2       |
| 4.  | 9. August 1998     | Tijuana        | Hartplatz     | Michael Hill     | Mitch Sprengelmeyer Eric Taino       | 6:3, 6:2       |
| 5.  | 18. Juli 1999      | Aptos          | Hartplatz     | Michael Hill     | Harel Levy Lior Mor                  | 7:6, 1:6, 7:5  |
| 6.  | 4. November 2001   | Burbank        | Hartplatz     | Chris Woodruff   | Jeff Coetzee Tuomas Ketola           | 7:5, 1:6, 6:4  |
| 7.  | 10. Februar 2002   | Joplin         | Hartplatz (i) | Justin Gimelstob | Paul Rosner Glenn Weiner             | 6:4, 7:63      |
| 8.  | 11. August 2002    | Binghamton (2) | Hartplatz     | Paul Goldstein   | Amir Hadad Robert Kendrick           | 4:6, 7:61, 7:5 |
| 9.  | 29. September 2002 | Tulsa          | Hartplatz     | Mark Merklein    | Diego Ayala Jason Marshall           | 7:61, 6:4      |
| 10. | 10. November 2002  | Bratislava     | Teppich (i)   | Mark Merklein    | Leoš Friedl David Škoch              | 3:6, 6:4, 6:2  |
| 11. | 2. Februar 2003    | Dallas         | Hartplatz (i) | Justin Gimelstob | Martín Alberto García Graydon Oliver | 7:67, 7:64     |
| 12. | 13. April 2003     | Calabasas      | Hartplatz     | Justin Gimelstob | Kevin Kim Jim Thomas                 | 6:3, 6:3       |
| 13. | 18. Mai 2003       | Forest Hills   | Sand          | Justin Gimelstob | Huntley Montgomery Tripp Phillips    | 7:61, 3:6, 6:4 |
| 14. | 1. Februar 2004    | Waikoloa       | Hartplatz     | Brian Vahaly     | Brandon Coupe Travis Parrott         | 6:3, 7:63      |

#### Finalteilnahmen
| Nr. | Datum              | Turnier         | Belag         | Partner             | Finalgegner                       | Ergebnis         |
| --- | ------------------ | --------------- | ------------- | ------------------- | --------------------------------- | ---------------- |
| 1.  | 29. August 1999    | Long Island (1) | Hartplatz     | Jan-Michael Gambill | Olivier Delaître Fabrice Santoro  | 5:7, 4:6         |
| 2.  | 14. November 1999  | Stockholm       | Hartplatz (i) | Jan-Michael Gambill | Piet Norval Kevin Ullyett         | 5:7, 3:6         |
| 3.  | 27. Februar 2000   | London          | Hartplatz (i) | Jan-Michael Gambill | David Adams John-Laffnie de Jager | 3:6, 7:67, 6:711 |
| 4.  | 30. Juli 2000      | Los Angeles     | Hartplatz     | Jan-Michael Gambill | Paul Kilderry Sandon Stolle       | Walkover         |
| 5.  | 27. August 2000    | Long Island (2) | Hartplatz     | Jan-Michael Gambill | Jonathan Stark Kevin Ullyett      | 4:6, 4:6         |
| 6.  | 8. September 2003  | Costa do Sauípe | Hartplatz     | Mark Merklein       | Todd Perry Thomas Shimada         | 2:6, 4:6         |
| 7.  | 29. September 2003 | Tokio           | Hartplatz     | Mark Merklein       | Justin Gimelstob Nicolas Kiefer   | 7:66, 6:3, 6:74  |